# Caroline Correa
Caroline de Souza Correa (Umuarama, 19 maggio 1979) è un'attrice australiana di origini brasiliane.

## Biografia
Nata nello stato brasiliano del Paraná, è emigrata a Sydney all'età di 20 anni, anche se talvolta si reca in visita nel suo Paese natale. È alta 1 metro e 74.
Caroline ha debuttato al cinema nel 2001, con il film australiano Go Big, insieme a Justine Clarke, Tom Long, Alex Dimitriades e Kimberley Joseph. Nel 2005 apparve in Star Wars: Episodio III - La vendetta dei Sith, e in un altro film, Stealth. Nel 2006 è stata tra le protagoniste di The Fast and the Furious: Tokyo Drift. Di recente è apparsa in Redbelt, e attualmente è al lavoro per Deep in the Valley.
In Italia è nota per la sua apparizione in alcuni spot della Algida, insieme a Benicio del Toro.

## Filmografia

### Cinema
- Stealth - Arma suprema (Stealth), regia di Rob Cohen (2005)
- Star Wars: Episodio III - La vendetta dei Sith (Star Wars: Episode III - Revenge of the Sith), regia di George Lucas (2005)
- The Fast and the Furious: Tokyo Drift, regia di Justin Lin (2006)
- Dom, regia di Carlos Magalhães (2006)
- Breakfast on Catalina, regia di Bradley Bennett - cortometraggio (2007)
- Redbelt, regia di David Mamet (2008)
- Ragazze da sballo (Deep in the Valley), regia di Christian Forte (2009)

### Televisione
- Go Big, regia di Tony Tilse - film TV (2004)
- Silicon Valley - serie TV, episodio 1x04 (2014)
- Togetherness - serie TV, 3 episodi (2015)